# Josef Blatný
Josef Blatný (* 19. März 1891 in Brünn; † 18. Juli 1980) war ein tschechischer Komponist und Organist.
Der Sohn des Chordirigenten Vojtěch Blatný  studierte bei Leoš Janáček und wirkte ab 1912 als Orgellehrer in Brünn.
Er komponierte eine Streichersinfonie, drei Streichquartette, Klavier- und Orgelwerke, eine Kantate, Chöre und Lieder. Sein Sohn Pavel Blatný wirkt ebenfalls als Komponist.